# گابلینگن
گابلینگن (به آلمانی: Gablingen) یک شهر در آلمان است که در آوگسبورگ واقع شده‌است.